# Svenia
Svenia es un género de foraminífero bentónico de la subfamilia Nodosariinae, de la familia Nodosariidae, de la superfamilia Nodosarioidea, del suborden Lagenina y del orden Lagenida. Su especie-tipo es Nodosaria laevigata. Su rango cronoestratigráfico abarca desde el Cretácico superior hasta la Actualidad.

## Clasificación
Svenia incluye a las siguientes especies:
- Svenia debilis
- Svenia laevigata
- Svenia recta